# Западня Ферма
«Западня Ферма» (исп. La habitación de Fermat) — триллер режиссёров Луиса Пьедраиты и Родриго Сопеньи. Премьера фильма состоялась 7 октября 2007 года.

## Сюжет
Четверо математиков не подозревали о существовании друг друга, пока таинственный незнакомец не собрал их вместе для решения одной трудной головоломки. Хозяин заброшенного дома назвался Ферма, а своим гостям дал имена самых известных в истории математиков. Им предстоит провести время в четырёх стенах, которые неожиданно начнут медленно сдвигаться, грозя смертью, если они не успеют решить все математические задачи вовремя.
Проблема Гольдбаха является важной составляющей сюжета фильма.

## В ролях
| Актёр             | Роль                   |
| ----------------- | ---------------------- |
| Луис Омар         | Гильберт               |
| Алехо Саурас      | Галуа                  |
| Елена Бальестерос | Олива                  |
| Санти Мильян      | Паскаль                |
| Федерико Луппи    | Ферма                  |
| Элена Каррион     | ассистент библиотекаря |

## Релиз
Премьера фильма состоялась 17 ноября 2007 года в Испании. Кассовые сборы за первый уикенд составили 284 148 долларов США.
Прокат в США проводился в начале 2009 года на международных кинофестивалях непосредственно перед выпуском фильма на DVD. Лиценция на DVD-релиз в США была приобретена компанией Blockbuster Inc.

## Награды и номинации
Премия «Международного кинофестиваля в Каталонии» (2007)
- Номинация на приз «Лучший фильм»

Премия «Международной недели фантастического кино в Малаге» (2007)
- Приз в категории «Выбор зрителей»
- Приз в категории «Выбор молодёжного жюри»

Премия кинофестиваля «Fantasporto» (2008)
- Приз в категории «Гран-при»
- Приз в категории «Лучший иностранный фильм»